# Riley 14-6
Der Riley 14-6 war ein Pkw von Riley.

## Beschreibung
Es war ein Mittelklassefahrzeug, das Riley 1929 aus dem kleineren Riley 9 entwickelte.
Der Riley 14-6 hatte einen Sechszylinder-OHV-Reihenmotor mit denselben Zylinderabmessungen wie das kleinere Modell und damit 1633 cm³ Hubraum. Er erreichte bereits 50 bhp (37 kW) und beschleunigte die Limousine bis auf 109 km/h. Alle vier Räder sind an Halbelliptikfedern aufgehängt. 
1930 erschien der Riley Stelvio (Passo dello Stelvio (ital.) = Stilfser Joch) mit dem gleichen Motor und etwas längerem Radstand. Er erreicht 107 km/h. Vier Jahre später erhielt die Limousine einen größeren Motor mit 1726 cm³ Hubraum und einer Leistung von 51 PS (37,5 kW), kurz bevor das Modell eingestellt wurde.
1931 erschien der Riley Alpine mit gleichem Fahrgestell und gleichem Motor wie das Modell 14-6. Bereits nach zwei Jahren wurde er wieder eingestellt.
Nachfolger war der Riley 12/6 mit etwas kleinerem Motor.